# Карлштајн на Мајни
Карлштајн на Мајни (њем. Karlstein am Main) општина је у њемачкој савезној држави Баварска. Једно је од 32 општинска средишта округа Ашафенбург. Према процјени из 2010. у општини је живјело 8.182 становника. Посједује регионалну шифру (AGS) 9671114.

## Географски и демографски подаци
Карлштајн на Мајни се налази у савезној држави Баварска у округу Ашафенбург. Општина се налази на надморској висини од 110 метара. Површина општине износи 12,7 km². У самом мјесту је, према процјени из 2010. године, живјело 8.182 становника. Просјечна густина становништва износи 646 становника/km².

## Међународна сарадња
| Мјесто                | Држава   | Врста сарадње | Од    |
| --------------------- | -------- | ------------- | ----- |
| Карлштајн ан дер Таја | Аустрија | контакт       | 2000. |
| Извор                 |          |               |       |